# Частинка Аматерасу
Частинка Аматерасу, названа на честь богині Сонця в японській міфології, була несподіваним космічним променем надвисокої енергії, виявленим у 2021 році та пізніше ідентифікованим у 2023 році за допомогою обсерваторії Telescope Array в штаті Юта, США. Його енергія перевищувала 240 екса-електронвольт (EeV) і була визначена через два десятки частинок, які він посилав на наземні детектори. Схоже, що ця єдина частинка незрозумілим чином виникла у Місцевому Войді, порожньої області космосу, що межує з галактикою Чумацький Шлях. Одна субатомна частинка мала енергію, приблизно еквівалентну цеглині, яка впала на землю з висоти.
За словами керівника дослідження, доцента Тосіхіро Фуджі з Столичного університету Осаки, «жодного багатообіцяючого астрономічного об’єкта, який би відповідав напрямку, звідки прибуло космічне проміння, виявлено не було, що свідчить про можливості невідомих астрономічних явищ і нових фізичних джерел за межами Стандартної моделі».
Раніше повідомлялося про події космічного випромінювання надзвичайно високої енергії, включаючи частинку 320 ЕеВ у 1991 році  (частинка О-Мій-Боже), частинку 213 Еев у 1993 році та частинку 280 Еев у 2001 році. Це робить частинку Аматерасу третім за потужністю космічним промінням, яке було виявлено.